# Brštanik (Berkovići)
Pour les articles homonymes, voir Brštanik.
Brštanik (en serbe cyrillique : Брштаник) est un village de Bosnie-Herzégovine. Il est situé dans la municipalité de Berkovići et dans la république serbe de Bosnie. Selon les premiers résultats du recensement bosnien de 2013, il ne compte aucun habitant.
Après la guerre de Bosnie-Herzégovine et à la suite des accords de Dayton, le village de Brštanik, qui faisait partie de la municipalité de Stolac, a été rattaché à la municipalité de Berkovići, nouvellement créée et intégrée à la république serbe de Bosnie.

## Démographie

### Communauté locale
En 1991, la communauté locale de Brštanik comptait 509 habitants, répartis de la manière suivante :